# Édouard Daladier
Édouard Daladier (Carpentras, Vaucluse megye, 1884. június 18. – Párizs, 1970. október 10.) francia politikus, tanár. A Harmadik Francia Köztársaság 73., 76. és 85. miniszterelnöke.

## Pályafutása
Köztársasági ösztöndíjban részesült, Édouard Herriot tanítványa volt Lyonban. Történelem tanári diplomát szerzett, és Nîmes egyik gimnáziumában tanított. 1911 és 1914 között Carpentras polgármestere. Az első világháborúban harcolt a verduni csatában, hadnagyi rangban és a Becsületrend lovagjaként szerelt le. A Radikális Párt színeiben Vaucluse megye nemzetgyűlési képviselője 1919 novemberétől a második világháború kezdetéig.
1924-ben gyarmatügyi miniszter Édouard Herriot első kormányában. 1927-ben a Radikális Párt (Parti radical) elnökévé választották, a bal szárnyhoz tartozott, és a párt megújulásán dolgozott. 1928-ban arra kényszerítette a radikális minisztereket, hogy hagyják el Raymond Poincaré kormányát. 1932-ben a tavaszi választások után a radikális párt került újra hatalomra. Daladier a közmunkaügyi minisztérium élére került hat hónapra Herriot harmadik kormányában.
1933. január 30-án a miniszterelnök Daladier a kormányalakításról folytatott konzultációkat, amikor Párizs tudomására jutott, hogy Adolf Hitler német kancellár lett. 1933. június 7-én aláírta a négyhatalmi szerződést Anglia, Olaszország és Németország mellett. 1935 júliusában részt vett a Népfront létrehozásában. 1936 júniusában Léon Blum alakított kormányt, ahol Daladier a hadügyért és a nemzetvédelemért felelős miniszter.
Blum távozása után a köztársasági elnök Daladier-t bízta meg a kormányalakítással. Két nappal később megtörtént Ausztria annektálása. 1938 szeptemberében választania kellett a kompromisszum és a háború között. Aláírta a müncheni egyezményt, amelyet hamarosan francia–brit kapitulációként értelmeztek. Daladier, az egykori hadügyminiszter jól ismerte a francia hadsereg állapotát. Paul Reynaud támogatásával törvényhatározatokkal kormányzott, a Népfront által bevezetett 40 órás munkahetet 48 órásra emelte, hogy „munkába állítsa honfitársait”, és hogy felkészítse az országot az elkerülhetetlen fegyveres konfliktusra. Ezek az intézkedések egyre népszerűtlenebbé tették, és a baloldal is tiltakozott. Sikerült bizonyos eredményeket elérnie. A külföldre menekített tőke visszatért, megindultak a beruházások, és részben ennek volt köszönhető, hogy a fegyvergyártás fellendült. A Cseh–Morva Protektorátus kikiáltása után Daladier és Chamberlain megkísérelték a Németországgal szembeni ellenállási front létrehozását. Lengyelország megtámadása után Daladier is hadat üzent Németországnak. S amikor tudomására jutott a Molotov–Ribbentrop-paktum létezése, és hogy Sztálin csapatai is részt vettek Lengyelország lerohanásában, törvényen kívül helyezte a Francia Kommunista Pártot, és betiltotta a L’Humanité-t. 1940 márciusában megbukott kormánya, de Paul Reynaud nemzetvédelmi minisztereként jelen volt május 19-ig. A Wehrmacht Franciaország elleni támadása után Daladier, Pierre Mendès France és több parlamenti képviselő Marokkóba hajózott, hogy ott folytassák az ellenállást. Azonban letartóztatták és visszatoloncolták őket Franciaországba. Riomban bíróság elé állították őket Léon Blummal együtt. Miután a németek elfoglalták a szabad zónát is, Daladier-t 1943. április 4-én Németországba, Weimar környékére vitték, és a buchenwaldi koncentrációs táboron kívül tartották fogva. Május 2-án átvitték Tirolba, az itteri börtönbe. Ide internálták Paul Reynaud-t, Maurice Gamelin tábornokot, François de La Rocque ezredest, Maxime Weygand tábornokot és Michel Clemenceau-t, Georges Clemenceau fiát. 1945. május 5-én szabadították ki őket az amerikai katonák.
A háború után 1946 és 1958 között parlamenti képviselő, 1953-ban Avignon polgármestere. Támogatta Pierre Mendès France kormányát, 1958 júniusában Charles de Gaulle beiktatása ellen szavazott.

## Kapcsolódó szócikk
- Franciaország miniszterelnökeinek listája

| Elődje: Joseph Paul-Boncour | Franciaország kormányfője 1933. január 31. – 1933. október 24. | Utódja: Albert Sarraut |

| Elődje: Camille Chautemps | Franciaország kormányfője 1934. január 30. – 1934. február 7. | Utódja: Gaston Doumergue |

| Elődje: Léon Blum | Franciaország kormányfője 1938. április 10. – 1940. március 20. | Utódja: Paul Reynaud |